# 辻尾敏明
辻尾 敏明（つじお としあき、1951年7月24日 - ）は、日本の実業家。佐川急便代表取締役社長（2012年3月～2013年2月）。息子はプロサッカー選手の辻尾真二。

## 来歴・人物
大阪府出身。1974年3月、近畿大学商経学部卒業。 1981年12月、大阪佐川急便株式会社入社。
- 1993年9月 - 佐川急便 総務部長
- 1998年6月 - 佐川急便取締役 総務部長
- 2000年6月 - 佐川急便専務取締役 業務本部長兼総務部長
- 2005年4月 - 佐川急便代表取締役専務 管理本部長
- 2006年3月 - SGホールディングス代表取締役専務 兼 佐川急便代表取締役専務 管理本部長
- 2009年3月 - SGホールディングス代表取締役専務 兼 佐川急便取締役
- 2009年6月 - SGホールディングス代表取締役専務
- 2012年1月 - SGホールディングス代表取締役専務 兼 佐川急便取締役
- 2012年3月 - 佐川急便代表取締役社長 兼 SGホールディングス取締役[1]
- 2013年3月 - 佐川急便取締役 兼 SGホールディングス取締役
- 2013年3月 - 佐川急便取締役 退任　SGホールディングス特別顧問
- 2016年3月 - SGホールディングス 退職